# (5313) Nunes
(5313) Nunes  es un asteroide perteneciente al cinturón de asteroides, descubierto el 18 de septiembre de 1982 por Henri Debehogne desde el Observatorio de La Silla, en Chile.

## Designación y nombre
Nunes se designó inicialmente como 1982 SC2.
Más adelante fue nombrado en honor al matemático, astrónomo y geógrafo portugués Pedro Nunes (1502-1578).

## Características orbitales
Nunes orbita a una distancia media del Sol de 2,2155 ua, pudiendo acercarse hasta 1,9451 ua y alejarse hasta 2,4859 ua. Tiene una excentricidad de 0,1220 y una inclinación orbital de 4,5256° grados. Emplea en completar una órbita alrededor del Sol 1204 días.

## Características físicas
Su magnitud absoluta es 13,5. Tiene 5,457 km de diámetro. Su albedo se estima en 0,284. El valor de su periodo de rotación es de 2,798 h.